# Rogač, Šolta
Rogač je manjše naselje s pristanom v istoimenskem zalivu na otoku Šolti (Hrvaška), ki upravno spada pod občino Šolta; le-ta pa spada pod Splitsko-dalmatinsko županijo.

## Geografija
Naselje leži ob istoimenskem zalivu na severni strani otoka. V Rogaču je pristanišče največjega otoškega naselja Grohote. Obala v okolici pristana je razvejana z majhnimi zalivčki, ki so primerni za kopanje.
V glavnem otoškem pristanišču, ki stoji v zalivu, je več pomolov. Na prvem, kjer pristaja
trajekt na liniji iz Splita, stoji svetilnik, ki oddaja svetlobni signal: B Bl(2) 5s. Ostali trije pomolčki so razporejeni v notranjosti zaliva in so namenjeni domačinom in turističnim plovilom.

## Demografija
| Pregled števila prebivalcev po letih | Pregled števila prebivalcev po letih | Pregled števila prebivalcev po letih | Pregled števila prebivalcev po letih | Pregled števila prebivalcev po letih | Pregled števila prebivalcev po letih | Pregled števila prebivalcev po letih | Pregled števila prebivalcev po letih | Pregled števila prebivalcev po letih | Pregled števila prebivalcev po letih | Pregled števila prebivalcev po letih | Pregled števila prebivalcev po letih | Pregled števila prebivalcev po letih | Pregled števila prebivalcev po letih | Pregled števila prebivalcev po letih | Pregled števila prebivalcev po letih |
| ------------------------------------ | ------------------------------------ | ------------------------------------ | ------------------------------------ | ------------------------------------ | ------------------------------------ | ------------------------------------ | ------------------------------------ | ------------------------------------ | ------------------------------------ | ------------------------------------ | ------------------------------------ | ------------------------------------ | ------------------------------------ | ------------------------------------ | ------------------------------------ |
| 1857                                 | 1869                                 | 1880                                 | 1890                                 | 1900                                 | 1910                                 | 1921                                 | 1931                                 | 1948                                 | 1953                                 | 1961                                 | 1971                                 | 1981                                 | 1991                                 | 2001                                 | 2011                                 |
| 0                                    | 0                                    | 13                                   | 59                                   | 0                                    | 17                                   | 0                                    | 0                                    | 0                                    | 36                                   | 50                                   | 49                                   | 0                                    | 0                                    | 100                                  | 110                                  |

## Gospodarstvo
Glavni gospodarski dejavnosti sta: pristaniška dejavnost in turizem. Od turističnih lepot velja omeniti manjše zalivčke: Banje, Kašjun in Žustovo. Nad zalivčkom Banje stoji Turistično naselje Banje, ki oddaja turistične sobe in apartmaje.

## Zgodovina
Rogač je najstarejše naselje na otoku. Prvi naseljenci so se tu naselili že v rimski dobi. Pri arheoloških izkopavanjih v zalivčku Banje so našli ostanke starorimskih zgradb.
V samem naselju stoji utrdba s strelnimi linami, ki je bila postavljena v 17. stoletju.